# Yougoslavie au Concours Eurovision de la chanson
La Yougoslavie a participé au Concours Eurovision de la chanson, de sa sixième édition, en 1961, jusqu’à sa trente-septième édition, en 1992. Le pays a remporté la victoire à une reprise, en 1989.

## Participation
Le pays a donc participé durant trente-et-un ans, de 1961 à 1992. Pour la Yougoslavie de Tito, pays communiste mais à l'écart du bloc soviétique et ouvert aux influences culturelles occidentales, le concours fut un moyen de montrer que son système était plus moderne et ouvert que celui des autres pays d'Europe de l'Est. La participation au concours fut également envisagée comme une occasion de promouvoir son littoral adriatique comme destination touristique, avec plusieurs chansons faisant référence à l'univers maritime.
La Yougoslavie s'est retirée du concours à plusieurs reprises. Tout d'abord, entre 1977 et 1980, à la suite d'une série de mauvais résultats aux éditions précédentes. Pendant ces quatre années, le pays participa au concours Intervision. Néanmoins, l'opinion publique encouragea la JRT à réintégrer l'Eurovision. Un sondage réalisé en 1978 par des magazines révéla que 98% des personnes interrogées y étaient favorables.
La Yougoslavie se retira également en 1985, le concours tombant le jour anniversaire du décès du maréchal Tito.
En 1992, le pays concourut pour la dernière fois, alors que la Slovénie, la Croatie et la Macédoine avaient déjà fait sécession et que les guerres conséquentes étaient en cours. En 1993, la Yougoslavie fut exclue de l'UER et se retira définitivement. 

## Organisation
La sélection nationale yougoslave, Jugovizija, était organisée par la télévision publique yougoslave, la Jugoslavenska radiotelevizija (JRT). Chaque diffuseur des six républiques et des deux régions autonomes constituant la Yougoslavie envoyait un artiste concourir en son nom. Le vainqueur de Jugovizija représentait ensuite le pays à l'Eurovision. La Croatie remporta à treize reprises cette sélection nationale, alors que le Kosovo, la Macédoine et la Voïvodine ne la remportèrent jamais. 

## Résultats
La Yougoslavie a remporté le concours à une reprise, en 1989, avec la chanson Rock Me, interprétée par Riva. Rock Me avait été écrite par Stevo Cvikić et composée par Rajko Dujmić. C'était là leur troisième participation consécutive au concours, après Ja sam za ples, qui avait terminé quatrième en 1987, et Mangup, qui avait terminé sixième en 1988.
Le pays n’a jamais terminé ni à la deuxième, ni à la troisième place. A contrario, la Yougoslavie a terminé à la dernière place, à une reprise, avec un nul point : en 1964.

## Pays hôte
La Yougoslavie a organisé le concours à une reprise : en 1990. L'évènement se déroula le samedi 5 mai 1990, au Koncertna dvorana Vatroslav Lisinski, à Zagreb. Les présentateurs de la soirée furent Helga Vlahović et Oliver Mlakar et le directeur musical, Igor Kuljerić. 
L'organisation du concours se révéla extrêmement coûteuse pour la télévision publique yougoslave. Les cartes postales furent un gouffre financier à elles seules. Le budget initial fut rapidement dépassé, nécessitant le recours à des travailleurs payés au noir. Les médias yougoslaves s'en émurent et reprochèrent aux dirigeants de la JRT de dépenser des sommes insensées, alors que le pays traversait une crise économique et que de nombreux Yougoslaves vivaient dans la pauvreté. 
Helga Vlahović était alors âgée de quarante-cinq ans et Oliver Mlakar, de cinquante-quatre. Durant les répétitions, certains membres de la production et représentants de la presse firent des commentaires désobligeants sur leur âge. Profondément offensés, Vlahović et Mlakar claquèrent la porte des répétitions et se retirèrent du concours. Ils furent alors brièvement remplacés par Rene Medvešek et Dubravka Marković. Finalement, Vlahović et Mlakar reçurent des excuses et reprirent leur place de présentateurs.
Le concours fut organisé la veille du deuxième tour des premières élections multipartites organisées en Croatie. Le candidat nationaliste, Franjo Tuđman, y assista. Il regretta que l'émission mit en avant la Yougoslavie davantage que la Croatie.

## Faits notables
En 1967, la chanson Vse rože sveta (Toutes les fleurs du monde) était une protestation contre toutes les guerres. Elle fut envoyée au concours dans le contexte de la guerre du Vietnam, alors que la Yougoslavie connaissait des manifestations étudiantes hostiles à l'engagement américain au Vietnam.
En 1968, les représentants yougoslaves, Luciano Kapurso et Hamo Hajdarhodžić, faisaient partie du groupe Dubrovački Trubaduri, les troubadours de Dubrovnik. Trois autres membres du groupe les accompagnèrent sur scène comme choristes. Ils interprétèrent tous leur chanson, costumés en troubadours médiévaux.
En 1983, la chanson yougoslave, Džuli, interprétée par Danijel, remporta un grand succès commercial dans la plupart des pays européens. Au concours, Danijel termina quatrième.

## Représentants
| 6e                      | 1961 | Ljiljana Petrović    | Neke davne zvezde (Неке давне звезде)               | Serbo-croate     | Quelques anciennes étoiles              | 08               | 09               |                  |                  |                  |
| 7e                      | 1962 | Lola Novaković       | Ne pali svetla u sumrak (Не пали светло у сумрак)   | Serbo-croate     | N'allume pas les lumières au crépuscule | 04               | 10               |                  |                  |                  |
| 8e                      | 1963 | Vice Vukov           | Brodovi (Бродови)                                   | Serbo-croate     | Des bateaux                             | 11               | 03               |                  |                  |                  |
| 9e                      | 1964 | Sabahudin Kurt       | Život je sklopio krug (Живот је склопио круг)       | Serbo-croate     | La vie forme une boucle                 | 13               | 00               |                  |                  |                  |
| 10e                     | 1965 | Vice Vukov           | Čežnja (Чежња)                                      | Serbo-croate     | Désir                                   | 12               | 02               |                  |                  |                  |
| 11e                     | 1966 | Berta Ambrož         | Brez besed                                          | Slovène          | Sans mot                                | 07               | 09               |                  |                  |                  |
| 12e                     | 1967 | Lado Leskovar        | Vse rože sveta                                      | Slovène          | Toutes les fleurs de ce monde           | 08               | 07               |                  |                  |                  |
| 13e                     | 1968 | Dubrovački Trubaduri | Jedan dan (Један дан)                               | Serbo-croate     | Un jour                                 | 07               | 08               |                  |                  |                  |
| 14e                     | 1969 | Ivan & 3M            | Pozdrav svijetu (Поздрав свијету)                   | Serbo-croate     | Salut au monde                          | 13               | 05               |                  |                  |                  |
| 15e                     | 1970 | Eva Sršen            | Pridi, dala ti bom cvet                             | Slovène          | Viens, je te donnerai une fleur         | 11               | 04               |                  |                  |                  |
| 16e                     | 1971 | Krunoslav Slabinac   | Tvoj dječak je tužan (Твој дјечак је тужан)         | Serbo-croate     | Ton garçon est triste                   | 14               | 68               |                  |                  |                  |
| 17e                     | 1972 | Tereza Kesovija      | Muzika i ti (Музика и ти)                           | Serbo-croate     | La musique et toi                       | 09               | 87               |                  |                  |                  |
| 18e                     | 1973 | Zdravko Čolić        | Gori vatra (Гори ватра)                             | Serbo-croate     | Le feu brûle                            | 15               | 65               |                  |                  |                  |
| 19e                     | 1974 | Korni Grupa          | Moja generacija (Моја генерација)                   | Serbo-croate     | Ma génération                           | 12               | 06               |                  |                  |                  |
| 20e                     | 1975 | Pepel In Kri         | Dan ljubezni                                        | Slovène          | Un jour d'amour                         | 13               | 22               |                  |                  |                  |
| 21e                     | 1976 | Ambasadori           | Ne mogu skriti svoju bol (Не могу скрити своју бол) | Serbo-croate     | Je ne peux pas cacher ma douleur        | 17               | 10               |                  |                  |                  |
| Retrait de 1977 à 1980. |      |                      |                                                     |                  |                                         |                  |                  |                  |                  |                  |
| 26e                     | 1981 | Seid Memić Vajta     | Lejla (Лејла)                                       | Serbo-croate     | -                                       | 15               | 35               |                  |                  |                  |
| 27e                     | 1982 | Aska (en)            | Halo, halo (Хало, хало)                             | Serbo-croate     | Bonjour, bonjour                        | 14               | 21               |                  |                  |                  |
| 28e                     | 1983 | Danijel              | Džuli (Џули)                                        | Serbo-croate     | Julie                                   | 04               | 125              |                  |                  |                  |
| 29e                     | 1984 | Vlado & Isolda       | Ciao, amore                                         | Serbo-croate     | Au revoir, mon amour                    | 18               | 26               |                  |                  |                  |
| 30e                     | 1985 | Retrait en 1985.     | Retrait en 1985.                                    | Retrait en 1985. | Retrait en 1985.                        | Retrait en 1985. | Retrait en 1985. | Retrait en 1985. | Retrait en 1985. | Retrait en 1985. |
| 31e                     | 1986 | Doris Dragović       | Željo moja (Жељо моја)                              | Serbo-croate     | Mon désir                               | 11               | 49               |                  |                  |                  |
| 32e                     | 1987 | Novi Fosili          | Ja sam za ples (Ја сам за плес)                     | Serbo-croate     | Je veux danser                          | 04               | 92               |                  |                  |                  |
| 33e                     | 1988 | Srebrna Krila        | Mangup (Мангуп)                                     | Serbo-croate     | Canaille                                | 06               | 87               |                  |                  |                  |
| 34e                     | 1989 | Riva                 | Rock Me                                             | Serbo-croate     | Fais-moi bouger                         | 01               | 137              |                  |                  |                  |
| 35e                     | 1990 | Tajči                | Hajde da ludujemo (Хајде да лудујемо)               | Serbo-croate     | Soyons fous                             | 07               | 81               |                  |                  |                  |
| 36e                     | 1991 | Baby Doll            | Brazil (Бразил)                                     | Serbo-croate     | Brésil                                  | 21               | 01               |                  |                  |                  |
| 37e                     | 1992 | Extra Nena           | Ljubim te pesmama (Љубим те песмама)                | Serbe            | Je t'embrasse avec mes chansons         | 13               | 44               |                  |                  |                  |

- Première place
- Deuxième place
- Troisième place
- Dernière place
- Yougoslavie organisatrice

## Galerie

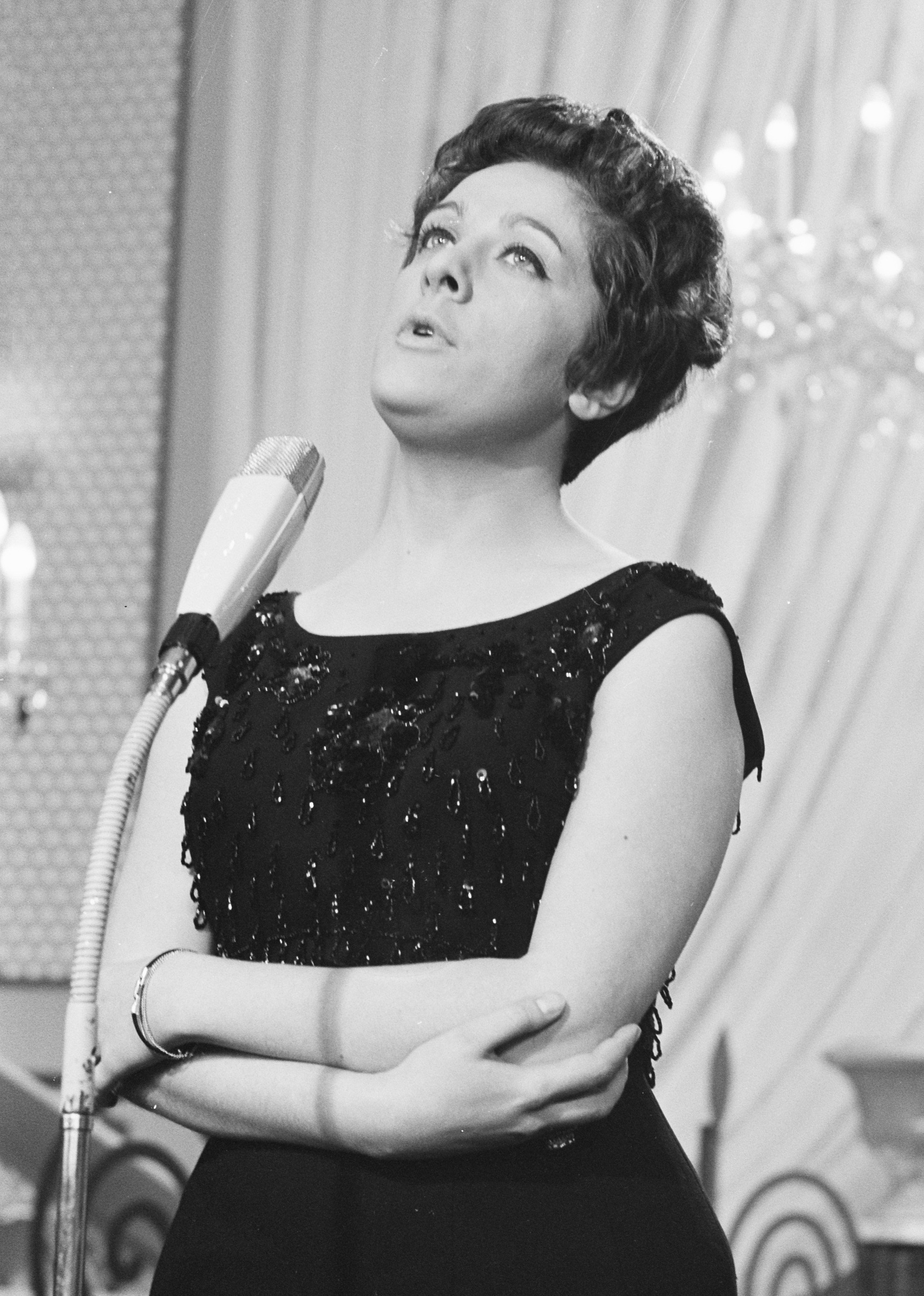
Lola Novaković à Luxembourg (1962)
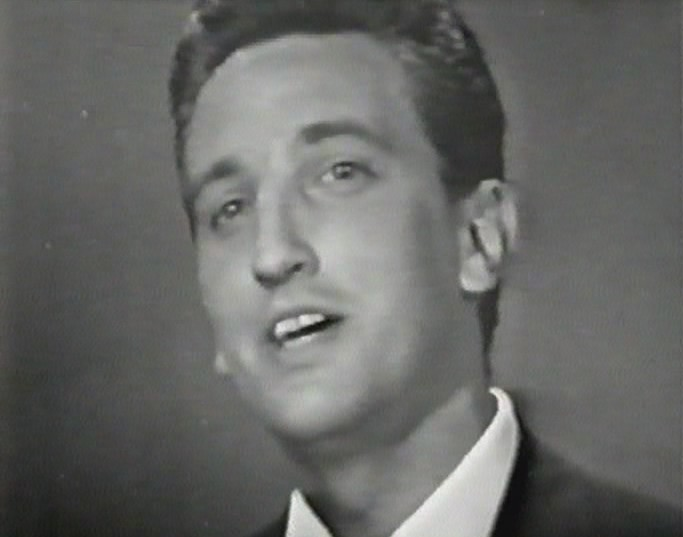
Vice Vukov à Naples (1965)
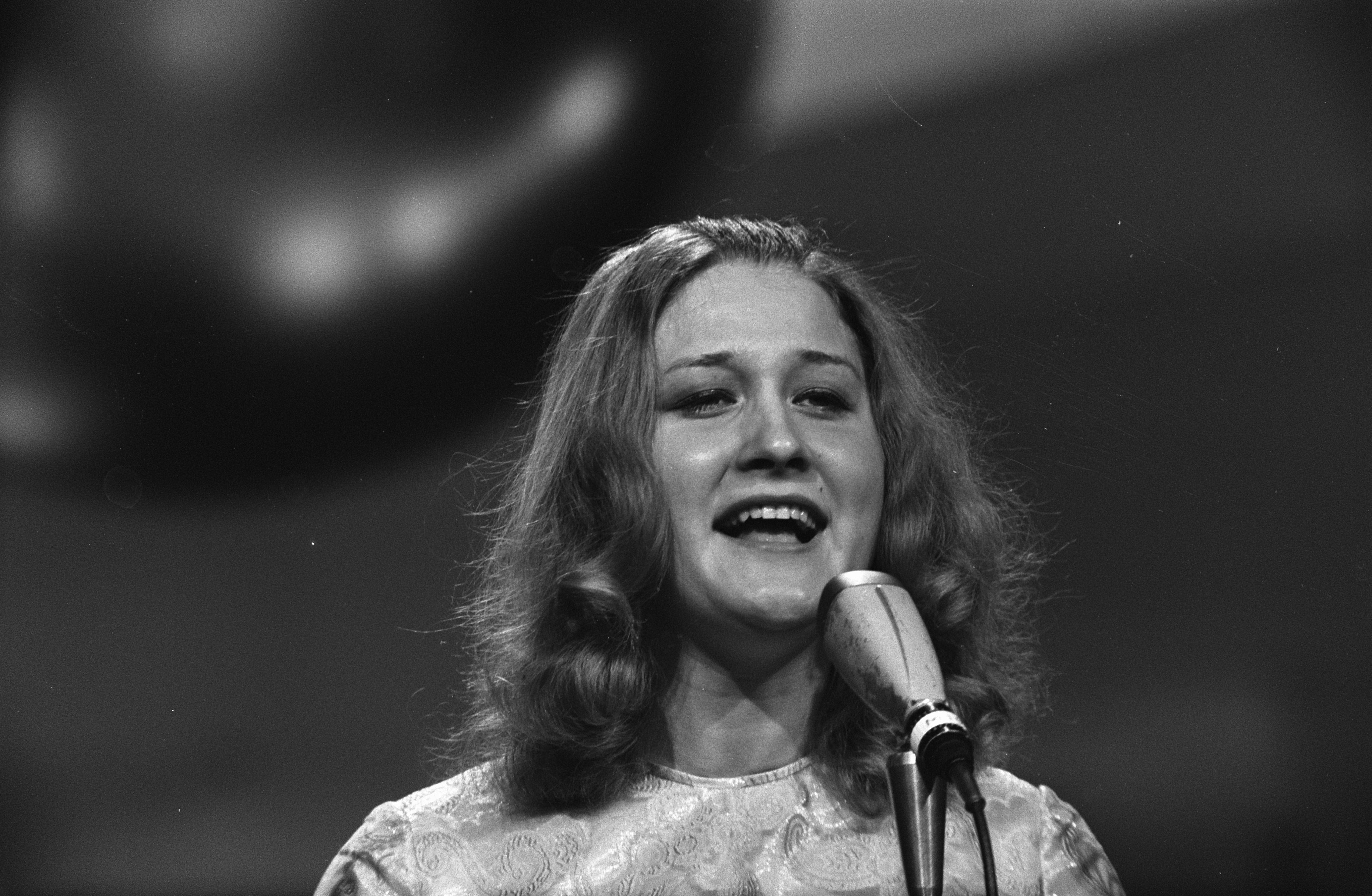
Eva Sršen à Amsterdam (1970)
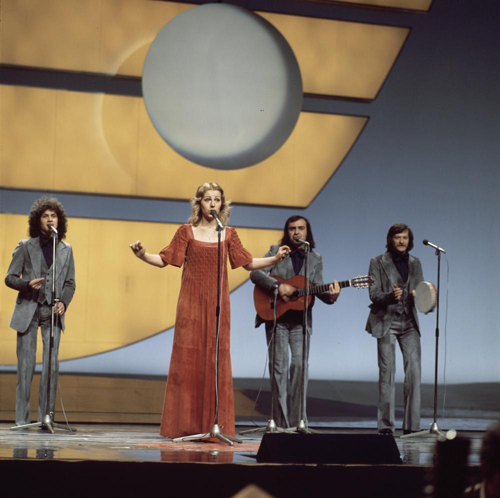
Ambasadori à la Haye (1976)

## Chefs d'orchestre, commentateurs et porte-paroles
| Année | Chef d'orchestre   | Commentateur serbe   | Commentateur croate | Commentateur slovène | Porte-parole                   |
| ----- | ------------------ | -------------------- | ------------------- | -------------------- | ------------------------------ |
| 1961  | Jože Privšek       | Ljubomir Vukadinović | Gordana Bonetti     | Tomaž Terček         | ?                              |
| 1962  | Jože Privšek       | Ljubomir Vukadinović | Gordana Bonetti     | Tomaž Terček         | Mladen Delić                   |
| 1963  | Miljenko Prohaska  | Ljubomir Vukadinović | Gordana Bonetti     | Tomaž Terček         | Miloje Orlović                 |
| 1964  | Radivoje Spasić    | Miloje Orlović       | Gordana Bonetti     | Tomaž Terček         | Oliver Mlakar                  |
| 1965  | Radivoje Spasić    | Miloje Orlović       | Mladen Delić        | Tomaž Terček         | Oliver Mlakar                  |
| 1966  | Mojmir Sepe        | Miloje Orlović       | Mladen Delić        | Tomaž Terček         | Dragana Marković               |
| 1967  | Mario Rijavec      | Miloje Orlović       | Mladen Delić        | Tomaž Terček         | Oliver Mlakar                  |
| 1968  | Miljenko Prohaska  | Miloje Orlović       | Mladen Delić        | Tomaž Terček         | Snežana Lipkovska-Hadžinaumova |
| 1969  | Miljenko Prohaska  | Miloje Orlović       | Mladen Delić        | Tomaž Terček         | Helga Vlahović                 |
| 1970  | Mojmir Sepe        | Milovan Ilić         | Oliver Mlakar       | Tomaž Terček         | Dragana Marković               |
| 1971  | Miljenko Prohaska  | Milovan Ilić         | Oliver Mlakar       | Tomaž Terček         | -                              |
| 1972  | Nikica Kalogjera   | Milovan Ilić         | Oliver Mlakar       | Tomaž Terček         | -                              |
| 1973  | Esad Arnautalić    | Milovan Ilić         | Oliver Mlakar       | Tomaž Terček         | -                              |
| 1974  | Zvonimir Škerl     | Milovan Ilić         | Oliver Mlakar       | Tomaž Terček         | Helga Vlahović                 |
| 1975  | Mario Rijavec      | Milovan Ilić         | Oliver Mlakar       | Tomaž Terček         | Dragana Marković               |
| 1976  | Esad Arnautalić    | Milovan Ilić         | Oliver Mlakar       | Tomaž Terček         | Viktor Blažič                  |
| 1977  | retrait            | Milovan Ilić         | Oliver Mlakar       | Tomaž Terček         | retrait                        |
| 1978  | retrait            | Milovan Ilić         | Oliver Mlakar       | Tomaž Terček         | retrait                        |
| 1979  | retrait            | Milovan Ilić         | Oliver Mlakar       | Tomaž Terček         | retrait                        |
| 1980  | retrait            | Milovan Ilić         | Oliver Mlakar       | Tomaž Terček         | retrait                        |
| 1981  | Ranko Rihtman      | Mladen Popović       | Oliver Mlakar       | Tomaž Terček         | Helga Vlahović                 |
| 1982  | Zvonimir Škerl     | Mladen Popović       | Oliver Mlakar       | Tomaž Terček         | Miša Molk                      |
| 1983  | Radovan Papović    | Mladen Popović       | Oliver Mlakar       | Tomaž Terček         | Boško Negovanović              |
| 1984  | Mato Došen         | Mladen Popović       | Oliver Mlakar       | Tomaž Terček         | Snežana Lipkovska-Hadžinaumova |
| 1985  | retrait            | retrait              | retrait             | retrait              | retrait                        |
| 1986  | Nikica Kalogjera   | Mladen Popović       | Oliver Mlakar       | Miša Molk            | Enver Petrovci                 |
| 1987  | Nikica Kalogjera   | Mladen Popović       | Oliver Mlakar       | Miša Molk            | Minja Subota                   |
| 1988  | Nikica Kalogjera   | Mladen Popović       | Oliver Mlakar       | Slobodan Kaloper     | Miša Molk                      |
| 1989  | Nikica Kalogjera   | Mladen Popović       | Oliver Mlakar       | Miša Molk            | Dijana Čulić                   |
| 1990  | Stjepan Mihaljinec | Mladen Popović       | Branko Uvodić       | Miša Molk            | Drago Čulina                   |
| 1991  | Slobodan Marković  | Mladen Popović       | Ksenija Urličić     | Miša Molk            | Draginja Balać                 |
| 1992  | Anders Berglund    | Mladen Popović       | -                   | -                    | Veselin Mrđen                  |

## Historique de vote
De 1975 à 1992, la Yougoslavie a attribué le plus de points à :
| Rang | Pays        | Points |
| ---- | ----------- | ------ |
| 1    | Italie      | 62     |
| 2    | Suisse      | 61     |
| 3    | Royaume-Uni | 57     |
| 4    | France      | 56     |
| 5    | Israël      | 54     |

De 1975 à 1992, la Yougoslavie a reçu le plus de points de la part de :
| Rang | Pays     | Points |
| ---- | -------- | ------ |
| 1    | Turquie  | 80     |
| 2    | Israël   | 64     |
| 3    | Chypre   | 59     |
| 4    | Danemark | 52     |
| 5    | Islande  | 48     |